# Шихан (Ішимбайський район)
Шиха́н (рос. Шихан, башк. Шихан) — присілок у складі Ішимбайського району Башкортостану, Росія. Входить до складу Урман-Бішкадацької сільської ради.
Населення — 11 осіб (2010; 6 в 2002).
Національний склад:
- башкири — 67%
- росіяни — 33%